# ジョン・フォード
ジョン・フォード（John Ford、1894年2月1日 - 1973年8月31日）は、アメリカ合衆国の映画監督、脚本家、映画プロデューサー、俳優である。1910年代から1960年代にかけての50年以上のキャリアで140本を超える作品を監督し、同時代の最も重要で影響力のある映画監督のひとりとして広く認められている。『駅馬車』（1939年）や『捜索者』（1956年）などの西部劇や、『静かなる男』（1952年）などの自身のルーツのアイリッシュを題材にした作品、『怒りの葡萄』（1940年）などの20世紀アメリカ文学の映画化で知られる。アカデミー賞では監督賞を史上最多の4回受賞している。

## 略歴・人物

### 生い立ち
1894年2月1日、アメリカメイン州のケープ・エリザベスに、アイルランド移民の子として生まれる。13人兄弟の末っ子であった。本名はジョン・マーティン・フィーニーだが、後年しばしば本名のゲール語形であるショーン・アロイシャス・オフィーニーあるいはオファーナを名乗った。

### 映画界へ
高校卒業後の1914年、俳優兼監督として活躍していた兄のフランシスを頼って、フランシスの働くユニバーサル・ピクチャーズに入社。小道具係やスタントマンなどとして働き始める。やがて俳優となり、ジャック・フォード名義で、フランシスが監督・主演の『名金』やD・W・グリフィスの『國民の創生』などに出演した。
1917年、二日酔いで仕事が出来なくなった兄のフランシスに代わって助監督を務めるが、フランシスの演出シーンをユニヴァーサルの重役カール・レムリが気に入り、監督に昇進。同年に『颱風』で監督デビューを果たした。

### 初期
初期の頃は、低予算の西部劇専門の映画監督として活躍し、ハリー・ケリー主演の映画を26本手がける。1921年にフォックス社（後の20世紀フォックス）に移籍。1923年からジョン・フォードと改名し、翌1924年には大陸横断鉄道の建設を描いた大作『アイアン・ホース』で大きな評価を得て、一級監督となった。
1927年にドイツのベルリンを訪れ、F・W・ムルナウに直接映画技法を学んだ。1928年にはドイツ表現主義から影響を受けた『4人の息子』を発表している。後の作品にも表現主義から影響を受けたとされる照明・撮影技術が使われている。

### アカデミー賞受賞

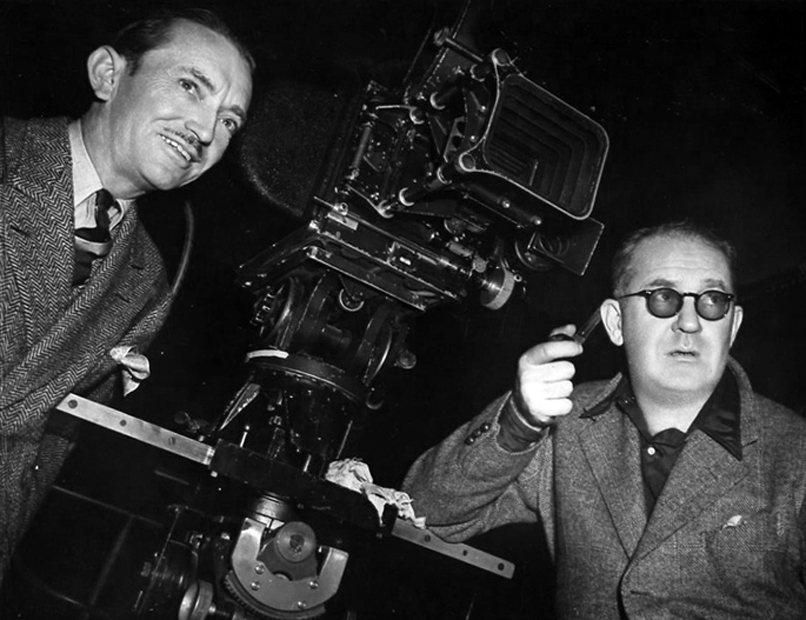
『駅馬車』を撮影中のジョン・フォード（右）。左はカメラマンのバート・グレノン

1930年代に入ると、西部劇はB級活劇ものとして衰退していき、ジョン・フォードもシリアスなドラマを手掛けることが多くなる。1935年に発表したアイルランド独立運動に命を賭けた男たちを描いた『男の敵』は、自身初のアカデミー監督賞に選ばれた。
1939年、ヘンリー・フォンダを起用した『モホークの太鼓』（フォードにとっては初のテクニカラーである）と『若き日のリンカン』を次々に発表。そして同年、西部劇の金字塔『駅馬車』を発表。低予算映画ながらスピーディーなアクション・シーンと馬車に乗り合わせた登場人物たちの群像劇が見事に観客の心を掴んで大ヒットを記録した。また、B級映画俳優だったジョン・ウェインをこの作品で主演に起用し、以降フォード作品に数多く主演することになる。
その後、ジョン・スタインベックのピュリツァー賞作品を映画化した『怒りの葡萄』や19世紀イギリス・ウェールズ地方の炭鉱地帯を舞台にした家庭劇『わが谷は緑なりき』を発表。貧しくとも前向きに生きようとする家族の姿を力強く叙情豊かに描いて絶賛を浴びた。

### 海軍入隊と記録映画

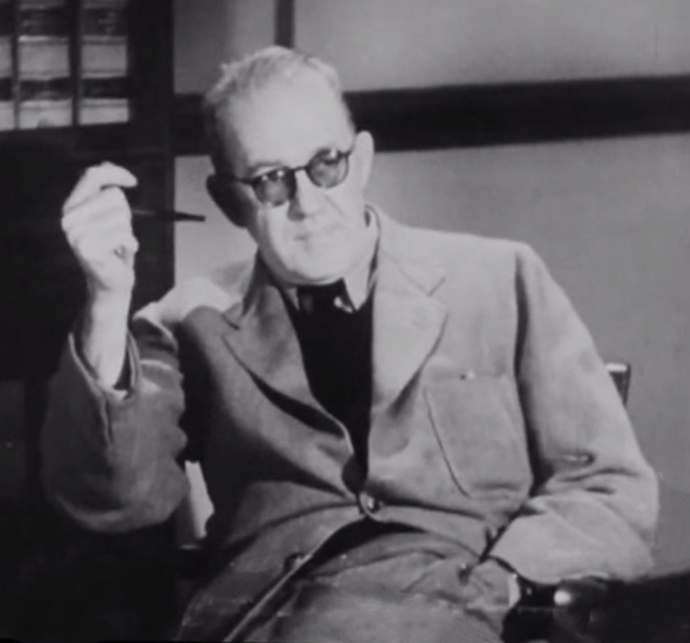
OSSの教育映画に出演するフォード（1943年）

元々海軍贔屓だったジョン・フォードは、1941年12月にアメリカが第二次世界大戦に参戦するとアメリカ海軍への入隊を志願し、後に戦略諜報局（OSS）の野戦撮影班へ『怒りの葡萄』の撮影監督グレッグ・トーランドらと共に参加した。
ミッドウェイ海戦では大日本帝国海軍の戦闘機が投下した爆弾の破片を受けて負傷したものの、海軍少佐として日本軍と対峙していた太平洋戦線や、ドイツやイタリアと対峙していたヨーロッパ戦線へ赴いて戦争ドキュメンタリー映画の製作や構成に尽力し、彼ら野戦撮影班が制作したプロパガンダ映画（1942年『The Battle of Midway』、1943年『December 7th』）はアカデミー短編ドキュメンタリー映画賞を受賞した。
ジョン・フォードはまた、1944年のノルマンディー上陸作戦におけるオマハ・ビーチでの撮影にも参加している。なお2008年8月14日、米国立公文書館が公開した資料によって、モー・バーグや、俳優のスターリング・ヘイドンなどと同様に、ジョン・フォードがOSSのエージェントであった事が公になった。

### 第二次世界大戦後

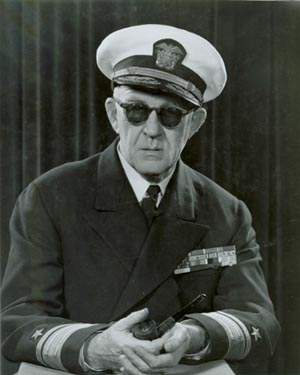
アメリカ海軍予備役提督の制服を着用するフォード（1952年）

第二次世界大戦後は、同じくプロパガンダ映画である『コレヒドール戦記』をはじめ、1946年にはOK牧場の決闘を描いた『荒野の決闘』を監督する。この作品はその後たびたびリメイクされて、西部劇映画の定番テーマとなった。
同年、映画製作者のメリアン・C・クーパーらと独立製作会社「アーゴシー・プロダクション」を設立し、監督兼製作者として、騎兵隊三部作の『アパッチ砦』、『黄色いリボン』、『リオ・グランデの砦』を発表。また1950年には、朝鮮戦争を扱った記録映画『This is Korea』（1951年公開）の撮影のために日本に立ち寄り、帝国ホテルで淀川長治と対談している。
1934年の監督作『プリースト判事』をセルフリメイクした『太陽は光り輝く』（1953年）は、この時期の隠れた名作となっている。
その後、初のシネマスコープ『長い灰色の線』 (1955年)などを撮影、同年には、ブロードウェイのヒット舞台の映画化『ミスタア・ロバーツ』で、主演のロバーツ役を演じ、舞台で5年間に通算1000回以上も同役を演じ自分の分身のように愛着を感じていたヘンリー・フォンダと意見の食い違いで対立、また撮影中に胆嚢炎で入院し無念の途中降板、残りの１週間分を代理としてマーヴィン・ルロイが務めることになった。試写会で完成度の高さを認められフォード＆ルロイ共同監督として本編とポスターに記述されるに至った。

### 晩年
その後も初のビスタビジョン『捜索者』（1956年）や、黒人兵への敬意を描いた法廷劇『バファロー大隊』（1960年）、それまで敵として描いていたインディアンの立場から描いたオールスターキャストで初スーパーパナビジョン70mm大作『シャイアン』（1964年）、などを発表。『リバティ・バランスを撃った男』（1962年）では、エンターテイナーとしての衰えない手腕を見せている。1966年に『荒野の女たち』を最後に長編映画からは引退した。
ジョン・フォードが監督として最後に手がけた作品は、海兵隊の英雄ルイス・"チェスティ"・プラー将軍に関するドキュメンタリー『Chesty: A Tribute to a Legend』であった。
同作はジョン・ウェインをナレーターに迎えて1970年に制作されたが、公開されたのはフォードの死後3年が経過した1976年になってからだった。1973年8月31日に、カリフォルニア州の自宅で胃ガンのため逝去した。

## 作風
西部劇映画では、西部の荒野の厳しい自然風景を壮大なスケールで描き、荒野に生きる男の心情を情感豊かに表現する作風で知られる。そんな作風から詩情豊かな映像の詩人と呼ばれ、多くの西部劇傑作を生み出していることから西部劇の神様とも呼ばれている。
ジャンルは西部劇だけでなく、冒険活劇、コメディ、社会派、戦争映画など多彩であり、典型的なハリウッドの職人監督であった。

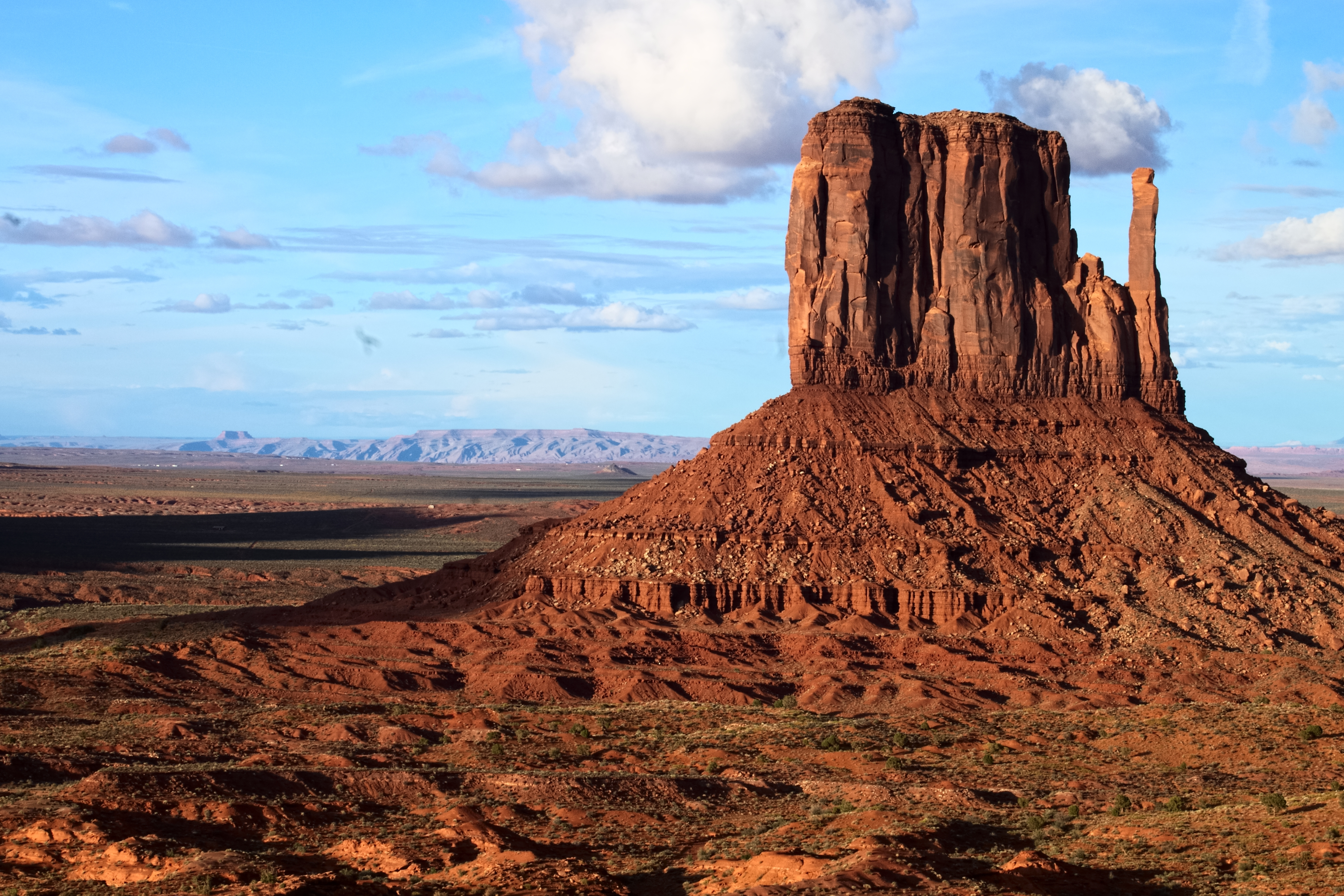
モニュメント・バレー

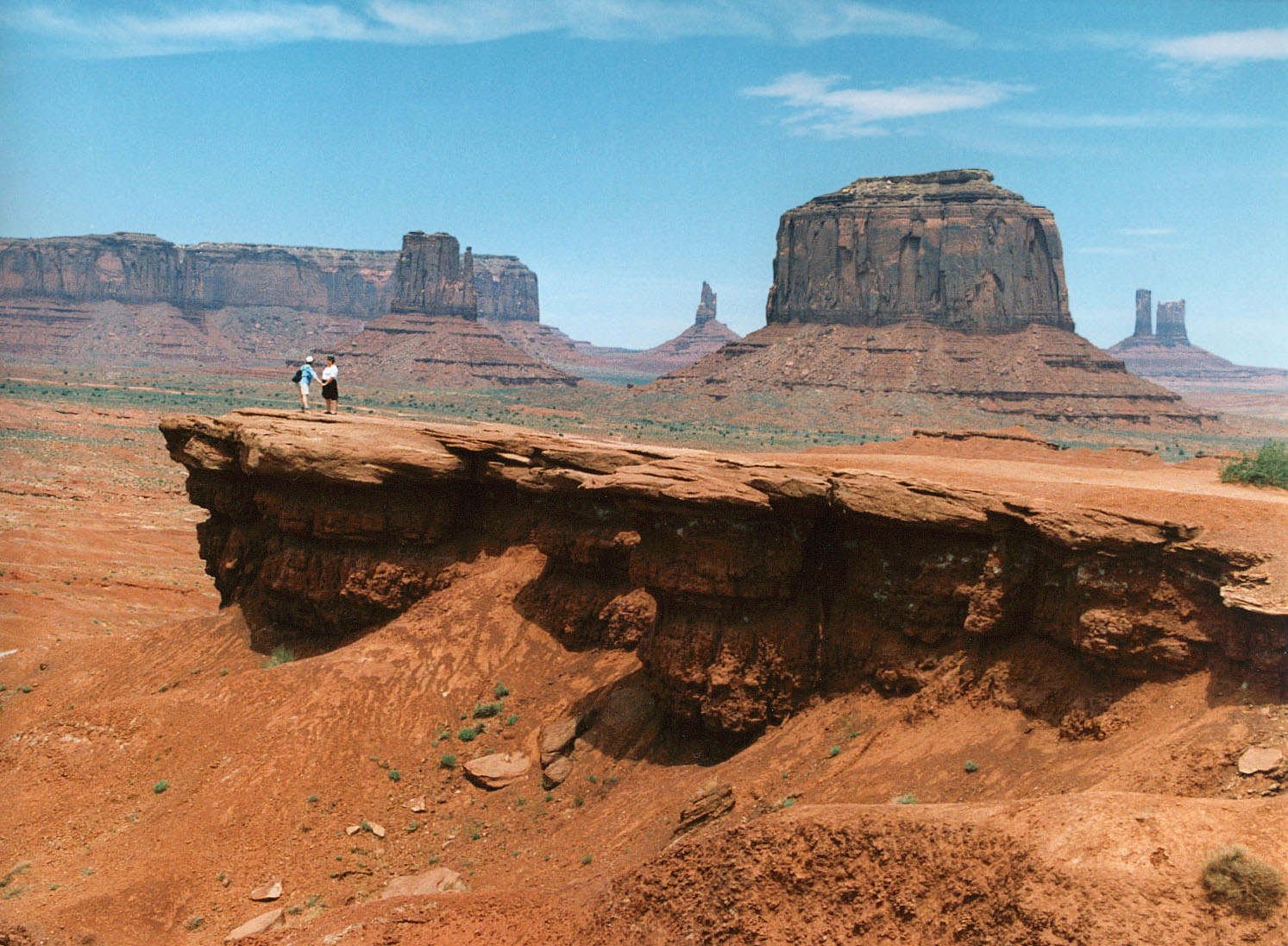
ジョン・フォードポイント

アメリカ西部にあるモニュメント・バレーは、ジョン・フォードお気入りの撮影スポットであり、『駅馬車』以降のほとんどの西部劇作品をこの地で撮影している。特にフォードがこのんでカメラを設置した場所はジョン・フォードポイントと呼ばれ、モニュメント・バレーを一望できる有名なビューポイントとなっている。また、『駅馬車』の撮影ではこの地に住む先住民族ナバホ族が生活に困窮しているのを聞いて、彼らを裏方やエキストラとして雇用させて生活を助けたというエピソードがある。
俳優は、ヘンリー・フォンダ、ジョン・ウェイン、モーリン・オハラ、ヴィクター・マクラグレン、ベン・ジョンソン、ジョン・キャラダイン、ワード・ボンドなど、ジョン・フォードお気に入りの俳優を何度も起用していた。そんなジョン・フォード作品の常連俳優はフォード一家と呼ばれて親しまれていた。ウェインとは友人であり、ウェインがB級俳優の頃から自分の作品に出演させていた。『駅馬車』で主演に起用した後は、フォード作品の看板俳優として活躍したが、ウェインはスターになってからもジョン・フォードから木偶の坊扱いされていた。しかし、最後までジョン・フォードを尊敬していたといわれる。サイレント時代の作品ではハリー・ケリーがフォード作品の常連であったが、ケリーの息子のハリー・ケリー・ジュニアもフォード作品の常連俳優である。
移動撮影をあまり好まず、三脚の上にカメラが乗っていると機嫌が良かったという逸話があり、また後輩の監督などにもそういった指示を度々していた。また、撮影現場では雰囲気づくりにアコーディオンを演奏させていたという。
自然な演技を要求するために、リハーサルは繰り返さず、一つのカットを3回以上撮らずに最初もしくは2回目のテイクでOKを出すようにしている。アクションシーンの撮影ではリハーサルは絶対に行わないようにしていた。

## 評価・影響
フォードは、ハリウッドの映画製作者の中で最も影響力のある人物の1人であると広く考えられている。彼は『ムービーメーカー』誌で史上5番目に影響力のある監督に選ばれた。
1950年代後半から、それまで懐疑的だった「ヒッチコック ＝ホークス 主義」の「カイエ」派が晩年期のフォード作品に高い評価を与え、「作家主義」の映画作家としてのフォード評が高まるようになった。
ジョン・フォードの作品・作風は、黒澤明、宮崎駿、ジャン＝リュック・ゴダール、リンゼイ・アンダーソン、ヴィクトル・エリセ、スティーヴン・スピルバーグ、セルジオ・レオーネなど世界の映画関係者に数多くの影響を与えている。黒澤は、終世、ジョン・フォードを尊敬していた。
以下は、フォードから直接影響を受けた、または彼の仕事を大いに賞賛した人々の評価である。
- イングマール・ベルイマン[6] –  "フォードこそが世界で最高の映画監督だ
- オーソン・ウェルズ[6]  "ジョン・フォードはわたしの教師だった。わたしの作風は彼の作風とはまるで関係ないが、駅馬車はわたしの教科書だったんだ。40回繰り返して上映した……。映画はどういうふうに作るのかを、この作品から学ぼうとしたんだよ。駅馬車はまさに、古典として完璧な作品だった……。［市民ケーンを準備しているあいだ］一月以上に渡って、毎晩、ＲＫＯの制作スタッフを一人づつ呼んで、駅馬車を上映しながら、あれこれと質問しまくったんだ。"
- 黒澤明[7] – "私は昔からジョン・フォードを尊敬していました。言うまでもなく、私は彼の影響を受けています。"
- クリント・イーストウッド[6]– "私が俳優としてのキャリアをスタートした時期はフォードやホークスのような偉大な監督たちはそのキャリアの末期でした。ですから彼らの作品に参加することができなかったのはとても残念です。"

## エピソード
アイルランド系であることに強いこだわりを持っていた。ウェインをはじめジョン・フォードが好んで起用した役者の多くはアイルランド系である。
アイルランドとアメリカの気質の違いを描いた『静かなる男』で4度目のオスカー受賞となったが、赤狩り当時のハリウッドの反動的雰囲気を嫌っており、授賞式は欠席している。また、赤狩りを支持していた、『十戒』などスペクタクル映画を手掛けたセシル・B・デミル監督に公然とはなった発言は伝説となった。
私の名はジョン・フォード。西部劇を撮っている。私はセシル・B・デミル氏以上に、アメリカの大衆が求めているものを知っている人はいないと思う。その点では敬意を払う。だがC・B、私はあなたが嫌いだ。あなたが支持するものも、今夜の振る舞いも大嫌いだ…。
当時、デミルに対抗できるステータスを有していたのは、ジョン・フォード、フランク・キャプラ、ウィリアム・ワイラーの3人であった。第二次世界大戦中、多くの映画監督たちが戦時ドキュメンタリー映画の製作に携わったが、その中心的な役割を果たしたのがこの3人（フォード：海軍、ワイラー：陸軍航空隊、キャプラ：陸軍）であるなど、そのキャリアは顕著であり、他の監督たちからも尊敬されていた。
フォード監督は、スター俳優だけでなく、エキストラや裏方なども同じスタッフ（＝フォード一家）を起用し、大切にしていたことが知られている。政治的な主義主張が異なっていても、仲間を告発するような行為には我慢がならなかったという。
西部劇を代表する名作となった『駅馬車』だが、当時の制作側は、西部劇は時代遅れであるとして全員が製作に反対していたという。
女優のキャサリン・ヘプバーンとは、1936年の『メアリー・オブ・スコットランド』で初めて仕事をし、恋仲になるが、やがて別れている。ジョン・フォードが亡くなる直前にも見舞いに来ている。
ジョン・フォードは、生涯インタビューにはほとんど応じなかったという。
2019年公開の戦争映画『ミッドウェイ』には、ミッドウェー島にて記録映画を撮影中のジョン・フォードが描かれている。
2022年公開のドラマ映画『フェイブルマンズ』では、デヴィッド・リンチがフォードを演じた。

## 主な作品
1917年から1923年までフォードは「ジャック・フォード」とクレジットされ、『侠骨カービー』（1923年）から「ジョン・フォード」とクレジットされた。特に断りのない限り、1922年までの映画は全てユニバーサル・ピクチャーズから公開されており、1922年から1930年までの作品はフォックス・フィルムから公開されている。1930年以降の作品の製作会社は個別に記録している。シリアルまたはショートフィルムとして識別されない限り、すべてのフィルムは長編映画である。サイレントの短編映画は、長さが1、2、または3リールとなる。
| 公開年 | 日本語題                                     | 原題                                 | 役職 | 役職 | 役職 | 役職 | 役職   | ノート | 出典            |        |
| 公開年 | 日本語題                                     | 原題                                 | 監督 | 製作 | 出演 | 脚本 | その他 | ノート | 出典            |        |
| ------ | -------------------------------------------- | ------------------------------------ | ---- | ---- | ---- | ---- | ------ | --- | --------------- | ------ |
| 1913   | ブルランの戦い                               | The Battle of Bull Run               |      |      | Yes  |      |        | 監督、主演 フランシス・フォード。2リールのみ現存。 | [ 14 ]          |        |
| 1914   | 國寶                                         | Lucille Love,Girl of Mystery         |      |      |      |      | Yes    | 出演 グレイス・キュナード、フランシス・フォード。ジョン・フォード。John Ford: production assistant, propman, stunts; 15-episode serial; incomplete prints exist of four episodes. | [ 12 ] [ 15 ]   |        |
| 1914   | ミステリアス・ローズ                         | The Mysterious Rose                  |      |      | Yes  |      |        | 出演 グレイス・キュナード、フランシス・フォード、2リールのみ存在。所在不明。 | [ 16 ]          |        |
| 1914   | The D.A.'s Brother                           | The D.A.'s Brother                   |      |      | Yes  |      |        | 出演 グレイス・キュナード、フランシス・フォード。2リールのみ現存。 | [ 17 ]          |        |
| 1914   | 二十年の恨                                   | A Study in Scarlet                   |      |      | Yes  |      |        | 出演 シャーロック・ホームズ役としてフランシス・フォード、ワトソン役としてジョン・フォード。失われた映画。 | [ 18 ]          |        |
| 1915   | 國民の創生                                   | The Birth of a Nation                |      |      | Yes  |      |        | 出演 リリアン・ギッシュ、マー・マッシュ、ヘンリー・B・ウォルソール。監督 D・W・グリフィス。フォードは脇役の一人を演じたと言われている。 | [ 19 ]          |        |
| 1915   | And They Called Him Hero                     | And They Called Him Hero             |      |      | Yes  |      |        | 出演 グレイス・キュナード、フランシス・フォード。2リールのみ現存。 | [ 20 ]          |        |
| 1915   | 三悪人と1人の少女                            | Three Bad Men and a girl             |      |      | Yes  |      |        | 出演グレイス・キュナード, フランシス・フォード。2リールのみ現存。 | [ 21 ]          |        |
| 1915   | The Hidden City                              | The Hidden City                      |      |      | Yes  |      |        | 出演グレイス・キュナード、フランシス・フォード。2リールのみ現存。 | [ 22 ]          |        |
| 1915   | Smuggler's Island                            | Smuggler's Island                    |      |      | Yes  |      |        | 出演 グレイス・キュナード、フランシス・フォード。2リールのみ現存。失われた映画。 | [ 23 ]          |        |
| 1915   | The Doorway of Destruction                   | The Doorway of Destruction           |      |      | Yes  | Yes  | Yes    | 出演 フランシス・フォード。2リールのみ現存。ジョン・フォードはアシスタントディレクター。失われた映画。 | [ 24 ]          |        |
| 1915   | 名金                                         | The Broken Coin                      |      |      | Yes  |      | Yes    | 出演 グレイス・キュナード、フランシス・フォード。監督 フランシス・フォード。助監督 ジョン・フォード。失われた映画。 | [ 25 ]          |        |
| 1915   | The Campbells Are Coming                     | The Campbell's Are Coming            |      |      | Yes  |      |        | 出演 グレイス・キュナード、フランシス・フォード。監督 フランシス・フォード。所在不明。 | [ 26 ]          |        |
| 1916   | Strong-Arm Squad (aka The Lumber Yard Gang)  | Strong-Arm Squad                     |      |      | Yes  |      |        | 監督、出演 フランシス・フォード。2リールのみ現存。 | [ 27 ]          |        |
| 1916   | 獣魂                                         | en:The Adventures of Peg o' the Ring |      |      | Yes  |      |        | 出演 グレイス・キュナード、フランシス・フォード。監督 フランシス・フォード。失われた映画。 | [ 28 ]          |        |
| 1916   | Chicken Hearted Jim                          | Chicken Hearted Jim                  |      |      | Yes  |      |        | 監督、主演 フランシス・フォード。1リールのみ存在。 | [ 29 ]          |        |
| 1916   | A Bandit's Wager                             | A Bandit's Wager                     |      |      | Yes  |      |        | 出演 グレイス・キュナード、フランシス・フォード。監督 フランシス・フォード。 | [ 30 ]          |        |
| 1917   | 颱風                                         | The Tornado                          | Yes  |      | Yes  | Yes  |        | 出演 ジェーン・ハトウェイ。2リールのみ存在。失われた映画。 | [ 31 ]          |        |
| 1917   | 快中尉                                       | The Trail of Hate                    | Yes  |      | Yes  |      |        | 2リールのみ存在。失われた映画。 | [ 32 ]          |        |
| 1917   | 腕力家                                       | The Scrapper                         | Yes  |      | Yes  | Yes  |        | 2リールのみ存在。 失われた映画。 | [ 33 ]          |        |
| 1917   | 武力の説教 (aka The Sky Pilot)               | The Soul Herder                      | Yes  |      |      |      |        | 出演 ハリー・ケリー、モーリー・マローン、ホット・ギブソン。3リールのみ存在。失われた映画。 | [ 34 ]          |        |
| 1917   | 誉の名手                                     | Straight Shooting                    | Yes  |      |      |      |        | 出演 ハリー・ケリー。フォードの長編デビュー作。 | [ 35 ]          |        |
| 1917   | 光の国へ                                     | The Secret Man                       | Yes  |      |      |      |        | 出演 ハリー・ケリー。 | [ 36 ]          |        |
| 1917   | 覆面の人                                     | A Marked Man                         | Yes  |      |      |      |        | 出演 ハリー・ケリー、モーリー・マーロン。失われた映画。 | [ 37 ]          |        |
| 1917   | 愛馬                                         | Cheyenne's Pal                       | Yes  |      |      | Yes  |        | 出演 ハリー・ケリー、ゲートレー・アーサー、ホット・ギブソン。2リールのみ存在。失われた映画。 | [ 38 ]          |        |
| 1917   | 鄙より都会へ                                 | Bucking Broadway                     | Yes  |      |      | Yes  |        | 出演 ハリー・ケリー、モーリー・マーロン。1939年に駅馬車としてリメイクされた。 | [ 39 ]          |        |
| 1917   | The Purple Mask                              | The Purple Mask                      |      |      | Yes  |      |        | 出演 フランシス・フォード、グレイス・キュナード。監督フランシス・フォード。 | [ 40 ]          |        |
| 1918   | 幽霊騎手                                     | The Phantom Riders                   | Yes  |      |      |      |        | 出演 ハリー・ケリー、モーリン・マロン。失われた映画。 | [ 41 ]          |        |
| 1918   | 布哇の一夜                                   | Wild Women                           | Yes  |      |      | Yes  |        | 出演 ハリー・ケリー、モーリン・マロン。失われた映画。 | [ 42 ]          |        |
| 1918   | 黄金の罪                                     | Thieves' Gold                        | Yes  |      |      |      |        | 出演 ハリー・ケリー、モーリー・マロン。失われた映画。 | [ 43 ]          |        |
| 1918   | 深紅の血汐                                   | The Scarlet Drop                     | Yes  |      |      | Yes  |        | 出演 ハリー・ケリー、モーリー・マロン。30分のみ存在。 | [ 44 ]          |        |
| 1918   | 砂に埋れて                                   | Hell Bent                            | Yes  |      |      | Yes  |        | 出演 ハリー・ケリー、デュク R.リー。プリントのみ存在。 | [ 45 ]          |        |
| 1918   | 新生涯                                       | A Woman's Fool                       | Yes  |      |      |      |        | 出演 ハリー・ケリー、ベティースチュード。失われた映画。 | [ 46 ]          |        |
| 1918   | 切望                                         | The Craving                          |      |      |      |      | Yes    | 監督 フランシス・フォード。ジョン・フォードは助監督。プリントのみ存在。 | [ 47 ]          |        |
| 1918   | 鉄窓を出て                                   | Three Mounted Men                    | Yes  |      |      |      |        | 出演 ハリー・ケリー。失われた映画。 | [ 48 ]          |        |
| 1919   | 恋の投縄                                     | Roped                                | Yes  |      |      |      |        | 出演 ハリー・ケリー、ネヴァー・ゲーバー。失われた映画。 | [ 49 ]          |        |
| 1919   | 戦う兄弟たち                                 | The Fighting Brothers                | Yes  |      |      |      |        | 出演 ピーター・モリソン、ホット・ギブソン。2リールのみ存在。失われた映画。 | [ 50 ]          |        |
| 1919   | 回春録                                       | A Fight for Love                     | Yes  |      |      |      |        | 出演ハリー・ケリー。失われた映画。 | [ 51 ]          |        |
| 1919   | 牛泥棒たち                                   | Restlers                             | Yes  |      |      |      |        | 出演 ピーター・モリソン、ホット・ギブソン。2リールのみ存在。 | [ 52 ]          |        |
| 1919   | 空拳                                         | Bare Fists                           | Yes  |      |      |      |        | 出演 ハリー・ケリー、ベティー・スコット。失われた映画。 | [ 53 ]          |        |
| 1919   | 拳銃の掟                                     | Gun Law                              | Yes  |      |      |      |        | 出演 ピーター・モリソン、ホット・ギブソン。2リールのみ存在。所在不明。 | [ 54 ]          |        |
| 1919   | 拳銃使いの牧童                               | The Gun Packer                       | Yes  |      |      | Yes  |        | 出演 ピーター・モリソン、ホット・ギブソン。2リールのみ存在。 | [ 55 ]          |        |
| 1919   | インディアンの郵便で                         | By Indian Post                       | Yes  |      |      |      |        | 出演 ピーター・モリソン、ディーク R. リー。2リールのみ存在。 | [ 56 ]          |        |
| 1919   | 復讐の騎手                                   | Riders of Vengeance                  | Yes  |      |      | Yes  |        | 出演 ハリー・ケリー、シェナ・ウォエン。失われた映画。 | [ 57 ]          |        |
| 1919   | 最後の無法者                                 | The Last Outlaw                      | Yes  |      |      |      |        | 出演 エドガー・ジョーンズ、レシリー・ヒュートン。2リールのみ存在。 | [ 58 ]          |        |
| 1919   | さすらいの旅                                 | The Outcasts of Poker Flat           | Yes  |      |      |      |        | 出演 ハリー・ケリー、カレン・ランディス。ベレット・ハナーの短編小説を元にしている。失われた映画。 | [ 59 ]          |        |
| 1919   | 鞍上の勇者                                   | Ace of the Saddie                    | Yes  |      |      |      |        | 出演 ハリー・ケリー、デュック R. リー。失われた映画。 | [ 60 ]          |        |
| 1919   | 正義の騎手                                   | Rider of the Law                     | Yes  |      |      |      |        | 出演 ハリー・ケリー、ヴェスター・ペッジ。失われた映画。 | [ 61 ]          |        |
| 1919   | 西部の紳士                                   | A Gun Fightin'Gentleman              | Yes  |      |      | Yes  |        | 出演 ハリー・ケリー、J. バーニー・シェリー。 | [ 62 ]          |        |
| 1919   | 恵の光                                       | Marked Men                           | Yes  |      |      |      |        | 出演 ハリー・ケリー。3人の名付け親(1948)としてリメイクされた。失われた映画。 | [ 63 ]          |        |
| 1920   | A街の貴公子                                  | The Prince of Avenue A               | Yes  |      |      |      |        | 出演 ジェームズ J. コーベット、リチャード・カミングス。フォードの初の西部劇ではない映画。失われた映画。 | [ 64 ]          |        |
| 1920   | 二十九号室                                   | The Girl in Number 29                | Yes  |      |      |      |        | 出演 フランク・マーヨ、エリノー・フィーア。失われた映画。 | [ 65 ]          |        |
| 1920   | Under Sentence                               | Under Sentence                       |      |      |      | Yes  |        | 監督 エドワード O'ファナー。2リールのみ現存。 | [ 66 ]          |        |
| 1920   | 西方の勇者                                   | Hitchin'Posts                        | Yes  |      |      |      |        | 出演 フランク・マーヨー。失われた映画。 | [ 67 ]          |        |
| 1920   | 野人の勇                                     | Just Pals                            | Yes  |      |      |      |        | Foxフィルム製作。出演 ブック・ジョーンズ、ヘレン・ファーガソン。フォード監督した初のFOX作品。プリントのみ現存。 | [ 68 ]          |        |
| 1921   | 強力パンチ                                   | The Big Punch                        | Yes  |      |      |      |        | Foxフィルム製作。出演 ブック・ジョーンズ、バーバラ・べドフォード。失われた映画。 | [ 69 ]          |        |
| 1921   | 熱血の焔                                     | The Freeze-Out                       | Yes  |      |      |      |        | 出演 ハリー・ケリー、ヘレン・ファーガソン。失われた映画。 | [ 70 ]          |        |
| 1921   | 疾風の如く                                   | The Wallop                           | Yes  |      |      |      |        | 出演 ハリー・ケリー、マジョーネ・ゴールデン。失われた映画。 | [ 71 ]          |        |
| 1921   | 吹雪の道                                     | Desperate Trails                     | Yes  |      |      |      |        | 出演 ハリー・ケリー、イレーネ・リッチ。失われた映画。 | [ 72 ]          |        |
| 1921   | 雷電児                                       | Action                               | Yes  |      |      |      |        | 出演 ホット・ギデソン、フランシス・フォード。失われた映画。 | [ 73 ]          |        |
| 1921   | 百発百中                                     | Sure Fire                            | Yes  |      |      |      |        | 出演 ホット・ガディソン、モリー・マンロー。失われた映画。 | [ 74 ]          |        |
| 1921   | ジャッキー                                   | Jackie                               | Yes  |      |      |      |        | FOXフィルム製作。出演 シェーリー・マーソ、ウィリアム・スコット。失われた映画。 | [ 75 ]          |        |
| 1922   | ネロ                                         | Nero                                 |      |      |      |      | Yes    | 監督 J. ガードン・エドワーズ。フォード第2撮影監督。失われた映画。 | [ 76 ] [ 77 ]   |        |
| 1922   | 嘆くな乙女                                   | Little Miss Smiles                   | Yes  |      |      |      |        | 出演 シェーリー・マーソン、ガストン・グラス。失われた映画。 | [ 78 ]          |        |
| 1922   | 銀色の翼                                     | Silver Wings                         | Yes  |      |      |      |        | 出演 マリー・カー、リン・ハモンド。 Ford directed the prologue only, the remainder of the film was directed by Edwin Carewe. | [ 79 ] [ 80 ]   |        |
| 1922   | 村の鍛冶屋                                   | The Village Blacksmith               | Yes  |      |      |      |        | 出演 ウィル・ウェルディング。1リールのみ存在。 | [ 81 ]          |        |
| 1923   | 酒場の床の上の顔                             | The Face on the Bar-Room Floor       | Yes  |      |      |      |        | 出演 ヘンリー B. ウォトヘル、ラッシュ・クリフォード。 | [ 82 ]          | [ 83 ] |
| 1923   | 三歩先んじて                                 | Three Jumps Ahead                    | Yes  |      |      | Yes  |        | With トム・ミックス、アルマ・ベネット。失われた映画。 | [ 84 ]          |        |
| 1923   | 侠骨カービー                                 | Cameo Kirby                          | Yes  |      |      |      |        | 出演 ジョン・ギルバート、ゲートーレ・オルスモンンド。"ジョン・フォード"とクレジットされた初の映画。 | [ 85 ]          |        |
| 1923   | 意気天に冲す                                 | North of Hudson Bay                  | Yes  |      | Yes  |      |        | 出演 トム・ミックス、カトリーン・ケイ。 | [ 86 ]          |        |
| 1923   | 豪雨の一夜                                   | Goodman Blind                        | Yes  |      |      |      |        | 出演 デイヴィッド・バトラー、グラディス・へレター。失われた映画。 | [ 87 ]          |        |
| 1924   | アイアン・ホース                             | The lron Horse                       | Yes  | Yes  |      |      |        | 出演 ジョージ・オブライエン、マッジ・ベラミー。2011年にアメリカ国立フィルム登録簿に登録された。 | [ 88 ]          |        |
| 1924   | オーロラの彼方                               | Hearts of Oak                        | Yes  |      |      |      |        | 出演 ハーバート・ウォレス。失われた映画。 | [ 89 ]          |        |
| 1925   | 雪光                                         | Lightnin'                            | Yes  |      |      |      |        | 監督 ジョイ・ハント、マドッジ・ベラミー、ウォランス・マクドナルド。 | [ 90 ]          |        |
| 1925   | 香も高きケンタッキー                         | Kentucky Pride                       | Yes  |      |      |      |        | 出演 ヘンリー B. ウェットハル、ゲトリー・アスター。 | [ 91 ]          |        |
| 1925   | サンキュー                                   | Thank You                            | Yes  |      |      |      |        | 出演 アレック B. フランシス、ジャックリーン・ローガン、ジョージ・オブライエン。失われた映画。 | [ 92 ]          |        |
| 1925   | 雪辱の大決戦                                 | The Fighting Heat                    | Yes  |      |      |      |        | With ジョージ・オブライエン、ビリー・デヴォ。失われた映画。 | [ 93 ]          |        |
| 1926   | 誉れの一番乗                                 | The Shamrock Handicap                | Yes  |      |      |      |        | 出演 ジャネット・ゲイナー、レスリー・フェトン、J.ファネル・マクドナルド | [ 94 ]          |        |
| 1926   | 三悪人                                       | 3 Bad Men                            | Yes  |      |      | Yes  |        | 出演 ジョージ・オブライエン、オリバー・ボーデン。 | [ 95 ]          |        |
| 1926   | 青鷲                                         | The Blue Eagle                       | Yes  |      |      |      |        | 出演 ジョージ・オブライエン、ジャネット・ゲイナー。 | [ 96 ]          |        |
| 1927   | 上流に向かって                               | Upstream                             | Yes  |      |      |      |        | 出演 ナンシー・ナッシュ。失われた映画と考えられていたがニュージーランドで発見された。 | [ 97 ]          |        |
| 1927   | 第七天国                                     | 7th Heaven                           |      |      |      |      | Yes    | 監督 フランク・ボーゼイ。出演 ジャネット・ゲイナー、チャールズ・ファレル。フォードは第2撮影監督。 | [ 98 ]          |        |
| 1927   | 栄光何するものぞ?                            | What Price Glory?                    |      |      |      |      | Yes    | 監督ラオール・ウォルシュ。出演 ヴィクター・マクラグレン、エドマンド・ロー。フォードは第2撮影監督。 | [ 98 ]          |        |
| 1928   | マザー・マクリー                             | Mother Machree                       | Yes  |      |      |      |        | 出演 ベレー・ベネット、ネリー・ハミルトン、ヴィクター・マクラグレン。ジョン・ウェインがノンクレジットの脇役だったが、フォードの作品に出演した初の作品。ウェインはこの映画で小道具係も努めた。 | [ 99 ]          |        |
| 1928   | 四人の息子                                   | Four Sons                            | Yes  |      |      |      |        | 出演 マーガレット・マン、ジェームズ・ハル。ジョン・ウェインがノンクレジットで脇役として出演している。 | [ 100 ]         |        |
| 1928   | 血涙の志士                                   | Hangman's House                      | Yes  |      |      |      |        | 出演 ヴィクター・マクラグレン、ジェーン・コーラー。サイレント映画。ジョン・ウェインがノンクレジットとして脇役で出演している。 | [ 101 ]         |        |
| 1928   | ナポレオンと理髪師                           | Napoleon's Barber                    | Yes  |      |      |      |        | 出演 オットー・マティソン。短編映画。フォード初のオールトーキ映画。失われた映画。 | [ 102 ]         |        |
| 1928   | 赤毛布恋の渦巻                               | Riley the Cop                        | Yes  |      |      |      |        | With J. ファレル・マクドナルド、ルイーズ・ファゼンダ。音楽が付けられたサイレント映画。 | [ 103 ]         |        |
| 1929   | 名物三羽鳥                                   | String Boy                           | Yes  |      |      |      |        | 出演ヴィクター・マクラグレン, レトリー・ジョイ。音楽が付けられたサイレント映画。オーストラリアにプリントが存在する可能性が指摘されているが失われた映画とされている。 | [ 104 ]         |        |
| 1929   | 黒時計聯隊                                   | The Black Watch                      | Yes  |      |      |      |        | 出演 ヴィクター・マクラグレン、マーナ・ロイ。フォードの初の長編オールトーキー映画。 | [ 105 ]         |        |
| 1929   | 最敬礼                                       | Salute                               | Yes  |      |      |      |        | 出演ジョージ・オブライエン、ヘレン・チャンドレー。ワード・ボンドとジョン・ウェインはノンクレジットとして出演している。 | [ 106 ]         |        |
| 1929   | 想天舞曲1929                                 | Big Time                             |      |      | Yes  |      |        | 監督 ケネス・ホークス。リー・トランシー、マク・クラーク、ステプイン・フィットチェット。フォードは自身として出演している。 | [ 107 ]         |        |
| 1930   | 最後の1人                                    | Men Without Women                    | Yes  |      |      | Yes  |        | 出演 ケネス・マッケンナー、フランク・アルバートソン。ジョン・ウェインは脇役として出演している。 | [ 108 ]         |        |
| 1930   | 悪に咲く花                                   | Born Reckless                        | Yes  |      |      |      |        | 出演 エドマンド・ロー、カトリーナ・デヴォン。 | [ 109 ]         |        |
| 1930   | 河上の別荘                                   | Up the River                         | Yes  |      |      | Yes  |        | 出演 スペンサー・トレイシー、ハンフリー・ボガート (both in their film debuts). | [ 110 ]         |        |
| 1930   | 海の底                                       | Seas Beneath                         | Yes  |      |      |      |        | 出演 ジョージ・オブライエン。 | [ 111 ]         |        |
| 1931   | 餓鬼娘                                       | The Brat                             | Yes  |      |      |      |        | Foxフィルム製作。出演 シャーリー・オニール、アラン・デネハート。 | [ 112 ]         |        |
| 1931   | 人類の戦士                                   | Arrowsmith                           | Yes  |      |      |      |        | サミュエル・ゴールドウィン、ユナイテッド・アーティスツ製作。出演 ロナルド・コーマン、ヘレン・ヘレス、マーナー・ロイ。 – Academy Award for Best Picture. | [ 113 ]         |        |
| 1932   | 大空の闘士                                   | Air Mail                             | Yes  |      |      |      |        | ユニバーサル製作。出演ラルフ・ベラミー、グロリア・スチュアート、パット・オブライエン。 | [ 114 ]         |        |
| 1932   | 肉体                                         | Flesh                                | Yes  |      |      |      |        | MGM製作。出演 ウォーレス・ビアリー、カレン・モーリー、リカルド・コルテス。 | [ 115 ]         |        |
| 1933   | 戦争と母性                                   | Pilgrimage                           | Yes  |      |      |      |        | Foxフィルム製作。出演 ヘンリタ・クロースマン、ヘータ・エンジェル。 | [ 116 ]         |        |
| 1933   | ドクター・ブル                               | Doctor Bull                          | Yes  |      |      |      |        | FOXフィルム製作。出演 ウィル・ロジャース、マーリン・ニクソン。 | [ 117 ]         |        |
| 1934   | 肉弾鬼中隊                                   | The Lost Patrol                      | Yes  |      |      |      |        | RKO製作。出演 ヴィクター・マクラグレン、ボリス・カーディフ。 | [ 118 ]         |        |
| 1934   | 世界は動く                                   | The World Moves On                   | Yes  |      |      |      |        | FOXフィルム製作。出演 マデリーン・キャロル、フランクチョット・トーン。 | [ 119 ]         |        |
| 1934   | プリースト判事                               | Judge Priest                         | Yes  |      |      |      |        | Foxフィルム製作。出演 ウィル・ロジャース、トム・ブラウン、アニータ・ルイーズ、ヘンリー B. ウィルヘル。 | [ 120 ]         |        |
| 1935   | 俺は善人だ                                   | The Whole Town’s Talking             | Yes  |      |      |      |        | コロンビアピクチャーズ製作。出演エドワード G. ロビンソン、ジーン・アーサー。 | [ 121 ]         |        |
| 1935   | 男の敵                                       | The Informer                         | Yes  |      |      |      |        | RKO製作。出演 ヴィクター・マクラグレン、ヘザー・エンジェル。リーアム・オフラハティーの小説を元にしている。アカデミー監督賞受賞。アカデミー作品賞ノミネート。; added to the National Film Registry in 2018. | [ 122 ]         |        |
| 1935   | 周遊する蒸気船                               | Steamboat Round the Bend             | Yes  |      |      |      |        | 20世紀FOX。 with Will Rogers, Anne Shirley; Rogers' last film. | [ 124 ]         |        |
| 1936   | 虎鮫島脱出                                   | The Prisoner of Shark Island         | Yes  |      |      |      |        | 20世紀FOX製作。出演 ワーナー・バクスター、グロリア・スチュアート。 | [ 125 ]         |        |
| 1936   | 無法者仁義                                   | The Last Outlaw                      |      |      |      | Yes  |        | RKO製作。監督はクリスティー・カバンヌ出演 ハリー・ケリー、フート・ギブソン。原本はフォードに作られた。 | [ 126 ]         |        |
| 1936   | メアリー・オブ・スコットランド               | Mary of Scotland                     | Yes  |      |      |      |        | RKO製作。出演 キャサリン・ヘップバーン、フレドリック・マーチ。 | [ 127 ]         |        |
| 1936   | 北斗七星                                     | The Plough and the Stars             | Yes  |      |      |      |        | RKO製作。出演 バーバラ・スタンウィック、プレストン・フォスター。 | [ 128 ]         |        |
| 1937   | テンプルの軍使                               | Wee White Winkie                     | Yes  |      |      |      |        | 20世紀FOX製作。出演シャーリー・テンプル、ヴィクター・マクラグレン。 | [ 129 ]         |        |
| 1937   | ハリケーン                                   | The Hurricane                        | Yes  |      |      |      |        | サミュエル・ゴールドウィン、ユナイテッド・アーティスツ製作。出演 ドロシー・ラムーア、ジョン・ホール。 | [ 130 ]         |        |
| 1938   | マルコ・ポーロの冒険                         | The Adventures of Marco Polo         |      |      |      |      | Yes    | サミュエル・ゴールドウィン、ユナイテッド・アーティスツ製作。監督アーチー・メイヨー。出演 ゲーリー・クーパー、シグリッド・グリー, ベイジル・ラスボーンフォードはいくつかアクションシーンを監督した。 | [ 131 ]         |        |
| 1938   | 四人の復讐                                   | Four Men and a Prayer                | Yes  |      |      |      |        | 20世紀FOX製作。ロレッタ・ヤング、リチャード・グリーン、デヴィッド・ニーヴン。 | [ 132 ]         |        |
| 1938   | サブマリン爆撃隊                             | Submarine Patrol                     | Yes  |      |      |      |        | 20世紀FOX製作。出演 リチャード・グリーン、ナンシー・ケリー。 | [ 133 ]         |        |
| 1939   | 駅馬車                                       | Stagecoach                           | Yes  | Yes  |      |      |        | ウォルター・ウェンジャー、ユナイテッド・アーティスツ製作。出演クレア・トレヴァー、ジョン・ウェイン。フォードの初のトーキー・ウエスタンであり初のモニュメントバレーで撮影した映画である。アカデミー作品賞、アカデミー監督賞にノミネートされた。 ; added to the National Film Registry in 1995. | [ 134 ]         |        |
| 1939   | 若き日のリンカーン                           | Young Mr.Lincoln                     | Yes  |      |      |      |        | 20世紀FOX製作。出演 ヘンリー・フォンダ。2003年にアメリカ国立フィルム登録簿に登録された。 | [ 135 ]         |        |
| 1939   | モホークの太鼓                               | Drums Along the Mohawk               | Yes  |      |      |      |        | 20世紀FOX製作。出演 クローデッド・コルベール、ヘンリー・フォンダ、エドナ・メイ・オリバー。 based on the novel by Walter D. Edmonds; Ford's first film in color (Technicolor). | [ 136 ]         |        |
| 1940   | 怒りの葡萄                                   | The Grapes of Wrath                  | Yes  |      |      |      |        | 20世紀FOX製作。出演 ヘンリー・フォンダ、ジェーン・ダーウェル。ジョン・スタインベックの小説に元づいて作られている。フォードはアカデミー監督賞、ダーウェルはアカデミー助演女優賞を受賞した。 added to the National Film Registry in 1989. | [ 137 ]         |        |
| 1940   | 果てなき航路                                 | The Long Voyage Home                 | Yes  | Yes  |      |      |        | ウォルター・ウェンジャー、ユナイテッド・アーティスツ製作。出演 ジョン・ウェイン、トーマス・ミッチェル。ユージン・オニールの戯曲を元に作られている。フォード自身の製作のもと、自身の会社によって作られた初めての作品である。Argosy Productions製作。 | [ 138 ]         |        |
| 1941   | タバコ・ロード                               | Tabacco Road                         | Yes  |      |      |      |        | 20世紀FOX製作。出演 ジーン・ティアニー、ダナ・アンドリュース。ジャック・カークランドの戯曲とアースキン・コールドウェルの小説を元に作られている。 | [ 139 ]         |        |
| 1942   | Sexの衛生                                    | Sex Hygiene                          | Yes  |      |      |      |        | U.S. Army Signal Corps製作 30分の教育映画。 | [ 140 ]         |        |
| 1941   | わが谷は緑なりき                             | How Green Was My Valley              | Yes  | Yes  |      |      |        | 20世紀FOX製作。出演 ウォルター・ピジョン、モーリン・オハラ, ドナルド・クリスプ,ロディ・マクドウォール。リチャード・レウェリンの小説を元に作られている。アカデミー作品賞受賞。フォードはアカデミー監督賞を受賞した。 | [ 141 ]         |        |
| 1942   | ミッドウェー海戦                             | The Battle of Midway                 | Yes  |      |      |      | Yes    | 戦争活動委員会製作。出演 ドナルド・クリスプ、ヘンリー・フォンダ。映画はカラーで撮影。アカデミー長編ドキュメンタリー最優秀賞を受賞。 | [ 140 ]         |        |
| 1942   | 魚雷艇戦隊                                   | Torpedo Squadron                     | Yes  |      |      |      |        | 米海軍製作の短編ドキュメンタリー。映画はカラーで撮影された。 | [ 140 ]         |        |
| 1943   | 真珠湾攻撃                                   | December 7th                         | Yes  |      |      |      |        | アメリカ海軍製作の短編ドキュメンタリー。共同監督はグレッグ・トーランド。 米国海軍予備役、USNRはアカデミー最優秀ドキュメンタリー賞を受賞した。 | [ 140 ] [ 142 ] |        |
| 1943   | 我等は真夜中に航行する                       | We sail at Midnight                  | Yes  |      |      |      |        | アメリカ海軍製作の短編ドキュメンタリー。 | [ 143 ]         |        |
| 1943   | How to Operate Behind Enemy Lines            | How to Operate Behind Enemy Lines    | Yes  |      | Yes  |      |        | Office of Strategic Services製作のこの映画にフォードは出演している。 | [ 144 ]         |        |
| 1943   | Show Business at War                         | Show Business at War                 |      |      | Yes  |      |        | Office of Strategic Services製作の戦時中の短編ドキュメンタリー | [ 145 ]         |        |
| 1945   | コレヒドール戦記                             | They Were Expendable                 | Yes  | Yes  |      |      |        | MGM製作。出演 ロバート・モンゴメリー、ジョン・ウェイン、ダナ・リード。2つのアカデミー賞にアカデミー視覚効果賞、アカデミーサウンド賞にノミネートされた。 | [ 146 ]         |        |
| 1946   | 荒野の決闘                                   | My Darling Clementine                | Yes  |      |      |      |        | 20世紀FOX製作。出演 ヘンリー・フォンダ、リンダー・ダーネル、ヴィクター・マチュア。映画はモニュメント・バレーで撮影。1991年にアメリカ国立フィルム登録簿に登録。 | [ 147 ]         |        |
| 1947   | 逃亡者                                       | The Fugitive                         | Yes  | Yes  |      |      |        | RKO製作。出演 ヘンリー・フォンダ、ドロレス・デル・リオ。 | [ 148 ]         |        |
| 1948   | アパッチ砦                                   | Fort Apache                          | Yes  | Yes  |      |      |        | RKO製作。出演 ジョン・ウェイン、ヘンリー・フォンダ、シャーリー・テンプル、ジョン・エイガー。ジェームズ・ワーナー・ベラの短編小説「虐殺」が原作。フォードの「騎兵隊三部作」の最初の映画。モニュメントバレーで撮影された。 | [ 149 ]         |        |
| 1948   | 三人の名付親                                 | 3 Godfathers                         | Yes  | Yes  |      |      |        | MGM製作。出演 ジョン・ウェイン、ペドロ・アルメンダリス、ハーリー・ケーリー・ジュニア。映画はテクニカラーでデスバレーのロケ地で撮影された。原作はピーター・b・カインの小説。フォードのMarked Menのリメイク。 | [ 150 ]         |        |
| 1949   | 猿人ジョー・ヤング                           | Mighty Joe Young                     |      | Yes  |      |      |        | RKO製作。監督はアーネスト・B・シュッドサック。出演 テリー・ムーア、ベン・ジョンソン、ロバート・アームストロング。ウィルス・H・オブライエン、レイ・ハリーハウゼンが特殊効果を担当。 | [ 151 ]         |        |
| 1949   | 黄色いリボン                                 | She Wore a Yellow Ribbon             | Yes  | Yes  |      |      |        | RKO製作 出演ジョン・ウェイン、ジョアン・ドルー, ジョン・エイガー。映画はモニュメント・バレーのロケ地でテクニカラーで撮影された。ジェームズ・ワーナー・ベラーの短編小説「ビックハント」と「ウォーパーティー」が原作になっている。フォンダの騎兵隊三部作の2作目。 | [ 152 ]         |        |
| 1949   | ピンキー                                     | Pinky                                |      |      |      |      | Yes    | 20世紀FOX製作。監督はエリア・カザン。出演 ジーン・クレイン、 エセル・バリモア。はじめの監督はフォードでしたが，病気のため1週間後カザンに交代した。 | [ 153 ]         |        |
| 1950   | ウィリーが凱旋するとき                       | When willie Comes Marching Home      | Yes  |      |      |      |        | 20世紀Fox製作。出演 ダン・デイリー、コリンヌ・カルヴェ。 | [ 154 ]         |        |
| 1950   | 幌馬車                                       | Wegon Master                         | Yes  | Yes  |      | Yes  |        | RKO製作。出演 ベン・ジョンソン、ジュアン・ドルー, ハーリー・ケーリー・ジュニア; filmed on location in Moab, Utah. | [ 155 ]         |        |
| 1950   | リオ・グランデの砦                           | Rio Grande                           | Yes  | Yes  |      |      |        | リパブリック・ピクチャーズ製作。出演 ジョン・ウェイン、 モーリン・オハラ、クロード・ジャーマンJr.。ジェームズ・ベラの短編小説"記録のない使命" を元に作られた。この映画はユタ州モブのロケ地で撮影された。フォードの騎兵隊三部作の最後の映画。 | [ 156 ]         |        |
| 1951   | 美女と闘牛士                                 | The Bullfighter and the Lady         |      |      |      |      | Yes    | リパブリック・ピクチャーズ製作。製作 ジョン・ウェイン。監督はバッド・ベティカー。出演 ロバート・スタック、ギルバート・ローランド。フォードはこの映画を編集を手伝った。 | [ 157 ]         |        |
| 1951   | これが朝鮮だ                                 | This is Korea!                       | Yes  |      |      |      |        | アメリカ海軍とリパブリック・ピクチャーズ製作。この映画は朝鮮戦争の中のアメリカ海軍と海兵隊についてのカラー,ドキュメンタリー。 | [ 158 ]         |        |
| 1952   | 静かなる男                                   | The Quiet Man                        | Yes  | Yes  |      |      |        | リパブリック・ピクチャーズ製作。出演 ジョン・ウェイン、 モーリン・オハラ。映画は テクニカラー でアイルランドのロケ地で撮影された。モーリス・ウォルシュの短編小説ウォルシュ元にしている。フォードはアカデミー監督賞を受賞し、ウィントン・ホックとアーチースタウトはアカデミー最優秀撮影賞を受賞しました。2013年アメリカ国立フィルム登録簿 に登録された                                            | [ 159 ]         |        |
| 1952   | 栄光何するものぞ                             | What Price Glory                     | Yes  |      |      |      |        | 20世紀FOX製作。出演ジェームズ・ギャグニー, コリンヌ・カルヴェ, ダン・デイリー。映画は テクニカラーで撮影されており、 a remake of ラオール・ウォルシュの『栄光何するものぞ?』のリメイクである。 | [ 160 ]         |        |
| 1953   | 太陽は光り輝く                               | The Sun Shines Bright                | Yes  |      |      |      |        | リパブリック・ピクチャーズ製作。出演は チャールズ・ウィニンガー，アーリーン・ウィーラン。 | [ 161 ]         |        |
| 1953   | モガンボ                                     | Mogambo                              | Yes  |      |      |      |        | MGM製作。出演 クラーク・ゲイブル、エヴァ・ガードナー、 グレース・ケーリー。映画はアフリカのロケ地で テクニカラーで撮影された。 原作はウィルソン・コリソンの赤い塵。 | [ 162 ]         |        |
| 1953   | ホンドー                                     | Hondo                                |      |      |      |      | Yes    | Wayne-Fellows-ワーナー・ブラザース製作。監督は ジョン・ファロー; 出演ジョン・ウェイン、ジェラルディン・ペイジ。映画は 3Dとワーナー・カラーで撮影された。ルイス・ラムアの短編小説を元にしている。フォードは ノンクレジットの第2撮影班として仕事をした。 | [ 163 ]         |        |
| 1955   | 長い灰色の線                                 | The Long Gray Line                   | Yes  |      |      |      |        | コロンビアピクチャーズ製作。出演は タイロン・パワー、 モーリン・オハラ。映画はシネマスコープと テクニカラーで撮影された。 | [ 164 ]         |        |
| 1955   | The Red, White, and Blue Line                | The Red,White,and Blue Line          | Yes  |      |      |      |        | 10分の短編映画。シネマスコープ 、テクニカラー | [ 165 ]         |        |
| 1955   | ミスタア・ロバーツ                           | Mister Roberts                       | Yes  |      |      |      |        | ワーナー・ブラザース製作。出演 ヘンリー・フォンダ、ジェームズ・ギャグニー、 ジャック・レモン。 トーマス・ヘッゲン， ジュシア・ローガンの原作が元になっている。映画は シネマスコープとワーナー・カラーで撮影。フォードは撮影中でマーヴィン・ルロイと監督を交代した。レモンは アカデミー助演男優賞を受賞した。                                                                                     | [ 166 ]         |        |
| 1956   | 捜索者                                       | The Searchers                        | Yes  | Yes  |      |      |        | C. V. Whitney ピクチャーズ、ワーナー・ブラザース製作。 出演 ジョン・ウェイン、 ジェフリー・ハンター、ヴェラ・マイルズ。アラン・ルメイの小説が元になっている。映画は モニュメントバレーにてヴィスターヴィジョン、テクニカラーで撮影。 1989年にアメリカ国立フィルム登録簿に登録。 ranked at number seven in Sight & Soundの2012年のlisting of the 50 greatest films of all time でランク入りした。 | [ 167 ]         |        |
| 1957   | 荒鷲の翼                                     | The Wings of Eagles                  | Yes  |      |      |      |        | MGM製作。出演ジョン・ウェイン、 ダン・デイリー、モーリン・オハラ。 メトロカラーで撮影。 | [ 168 ]         |        |
| 1957   | 唸り声                                       | The Growler Story                    | Yes  |      |      |      |        | 国防総省製作、グロウラーの短編カラー映画。 | [ 169 ]         |        |
| 1957   | 月の出の脱走                                 | The Rising of the moon               | Yes  |      |      |      |        | ワーナー・ブラザース製作。出演 タイロン・パワー。アイルランドで3つの物語のセットが作られた。: "1921", "A Minute's Wait", and "The Majesty of the Law". | [ 170 ]         |        |
| 1958   | So Alone                                     | so Alone                             | Yes  |      |      |      |        | BFI製作。 with John Qualen; 8分の短編映画。 | [ 171 ]         |        |
| 1958   | 最後の歓呼                                   | The Last Hurrah                      | Yes  | Yes  |      |      |        | コロンビアピクチャーズ製作。 出演スペンサー・トレイシー、 ジェフリー・ハンター。 | [ 172 ]         |        |
| 1958   | ギデオン (US title: Gideon of Scotland Yard) | Gideon's Day                         | Yes  |      |      |      |        | コロンビアピクチャーズ。出演 ジャック・ホーキンス。 イングランドで撮影。元は映画は テクニカラーだが米国でモノクロで公開された。 | [ 173 ]         |        |
| 1959   | 朝鮮                                         | Korea                                | Yes  |      |      |      |        | 国防総省製作の短編カラー映画。 | [ 174 ]         |        |
| 1959   | 騎兵隊                                       | The Horse Soldiers                   | Yes  |      |      |      |        | Mirisch、Batjac、ユナイテッド・アーティスツで製作。出演ジョン・ウェイン、ウィリアム・ホールデン、 コンスタンス・タワーズ。 映画はDeluxe colorで撮影された。 | [ 175 ]         |        |
| 1960   | バファロー大隊                               | Sergeant Rutledge                    | Yes  |      |      |      |        | ワーナー・ブラザース製作。出演 ジェフリー・ハンター、 コンスタンス・タワーズ, ウディ・ストロード。 映画は モニュメント・バレー にてテクニカラーで撮影された。 | [ 176 ]         |        |
| 1960   | アラモ                                       | The Alamo                            |      |      |      |      | Yes    | Batjac、ユナイテッド・アーティスツ製作。 ジョン・ウェインが製作、監督。出演ジョン・ウェイン、リチャード・ウィドマーク、 ローレンス・ハーヴェイ。フォードは第2撮影班として参加した。 | [ 177 ]         |        |
| 1961   | 馬上の二人                                   | Two Rode Together                    | Yes  | Yes  |      |      |        | コロンビアピクチャーズ製作。出演 ジェームズ・スチュアート、 リチャード・ウィドマーク、 シャリー・ジョーンズ。 映画は イーストマンカラーで撮影。 | [ 178 ]         |        |
| 1962   | リバティ・バランスを射った男                 | The Man Who Shot Liberty Valance     | Yes  |      |      |      |        | パラマウントピクチャーズ製作。 出演 ジョン・ウェイン、ジェームズ・スチュアート、 ヴェラ・マイルズ ウディ・ストロード。ドロシー・M・ジョンソンの短編小説が元になっている。 2007年に アメリカ国立フィルム登録簿に登録された。 | [ 179 ]         |        |
| 1962   | 西部開拓史                                   | How the West Was Won                 | Yes  |      |      |      |        | MGM製作 (フォード撮影部分) 出演ジョン・ウェイン, ジョージ・ペパード。 映画は シネラマ とテクニカラーで撮影。 フォードは南北戦争のパートを while ヘンリー・ハサウェイ 、ジョージ・マーシャル が映画の他のパートを撮影している間に監督した。 1997年にアメリカ国立フィルム登録簿に登録された。 | [ 180 ]         |        |
| 1963   | ドノバン珊瑚礁                               | Donovan's Reef                       | Yes  | Yes  |      |      |        | パラマウントピクチャーズ製作。with ジョン・ウェイン、エリザベス・アレン、リー・マーヴィン出演。 映画は テクニカラーで撮影。 フォードとウェインの最後のコンビ作品になった。 | [ 181 ]         |        |
| 1964   | シャイアン                                   | Cheyenne Autumn                      | Yes  |      |      |      |        | ワーナー・ブラザース製作。 with リチャード・ウィドマーク、キャロル・ベイカー、ジェームズ・スチュアート出演。映画は、モニュメント・バレー でスーパー・レボリューション 70 と テクニカラー で撮影。 | [ 182 ]         |        |
| 1965   | 若き日のキャシディ                           | Young Cassidy                        |      |      |      |      | Yes    | MGM製作。 監督、ジャック・カーディフ。 ロッド・テイラー、ジュリー・クリスティ出演。 当初、フォードが監督していたが病気のため降板、カーディフと交代した。 最終的にクレジットはカーディフの名になっている。 | [ 183 ]         |        |
| 1966   | 荒野の女たち                                 | 7 Women                              | Yes  |      |      |      |        | MGM製作 アン・バンクロフト、 スー・リオン、 マーガレット・レイトン出演。 filmed in パナビジョン 、メトロカラー。 | [ 184 ]         |        |
| 1970   | チェスティ：伝説へのオマージュ               | Chesty: A Tribute to a Legend        | Yes  |      |      |      |        | 海兵隊製作ルイス・B・プラー将軍のドキュメンタリー。 ナレーションはジョン・ウェイン。 | [ 185 ]         |        |
| 1971   | ベトナム、ベトナム                           | Vietnam! Vietnam!                    |      | Yes  |      |      |        | 中央情報局製作のドキュメンタリー。 ナレーションチャールトン・ヘストン。 | [ 186 ]         |        |
| 1971   | 映画の巨人 ジョン・フォード                  | Directed by John Ford                |      |      | Yes  |      |        | 監督ピーター・ボグダノヴィッチ 、ナレーションオーソン・ウェルズ。フォードをインタビューしたドキュメンタリー映画. | [ 187 ]         |        |
| 1971   | ジョン・フォードメモリアルデー 1971          | John Ford: Memorial Day 1971         |      |      | Yes  |      |        | フォードをフィーチャリングした短編ドキュメンタリー。 | [ 188 ]         |        |

## 受賞歴
※本来はプロデューサーが受取人である作品賞の受賞・ノミネートも含む。
| 賞                                   | 年     | 部門                       | 作品                               | 結果       | 脚注    |
| ------------------------------------ | ------ | -------------------------- | ---------------------------------- | ---------- | ------- |
| アカデミー賞                         | 1932年 | 作品賞                     | 『人類の戦士』                     | ノミネート | [ 189 ] |
| アカデミー賞                         | 1935年 | 作品賞                     | 『男の敵』                         | ノミネート | [ 190 ] |
| アカデミー賞                         | 1935年 | 監督賞                     | 『男の敵』                         | 受賞       | [ 190 ] |
| アカデミー賞                         | 1939年 | 作品賞                     | 『駅馬車』                         | ノミネート | [ 191 ] |
| アカデミー賞                         | 1939年 | 監督賞                     | 『駅馬車』                         | ノミネート | [ 191 ] |
| アカデミー賞                         | 1940年 | 作品賞                     | 『怒りの葡萄』                     | ノミネート | [ 192 ] |
| アカデミー賞                         | 1940年 | 作品賞                     | 『果てなき航路』                   | ノミネート | [ 192 ] |
| アカデミー賞                         | 1940年 | 監督賞                     | 『怒りの葡萄』                     | 受賞       | [ 192 ] |
| アカデミー賞                         | 1941年 | 作品賞                     | 『わが谷は緑なりき』               | 受賞       | [ 193 ] |
| アカデミー賞                         | 1941年 | 監督賞                     | 『わが谷は緑なりき』               | 受賞       | [ 193 ] |
| アカデミー賞                         | 1942年 | 短編ドキュメンタリー映画賞 | 『ミッドウェイ海戦』               | 受賞       | [ 194 ] |
| アカデミー賞                         | 1943年 | 短編ドキュメンタリー映画賞 | 『真珠湾攻撃』                     | 受賞       | [ 195 ] |
| アカデミー賞                         | 1952年 | 作品賞                     | 『静かなる男』                     | ノミネート | [ 196 ] |
| アカデミー賞                         | 1952年 | 監督賞                     | 『静かなる男』                     | 受賞       | [ 196 ] |
| ヴェネツィア国際映画祭               | 1934年 | 特別メダル                 | 『The World Moves On』             | 受賞       |         |
| ヴェネツィア国際映画祭               | 1936年 | 特別メダル                 | 『メアリー・オブ・スコットランド』 | 受賞       |         |
| ヴェネツィア国際映画祭               | 1948年 | 国際賞                     | 『逃亡者』                         | 受賞       |         |
| ヴェネツィア国際映画祭               | 1952年 | 国際賞                     | 『静かなる男』                     | 受賞       | [ 197 ] |
| ヴェネツィア国際映画祭               | 1952年 | 国際カトリック映画事務局賞 | 『静かなる男』                     | 受賞       | [ 197 ] |
| ヴェネツィア国際映画祭               | 1952年 | パシネッティ賞             | 『静かなる男』                     | 受賞       | [ 197 ] |
| ヴェネツィア国際映画祭               | 1971年 | 栄誉金獅子賞               | -                                  | 受賞       |         |
| ニューヨーク映画批評家協会賞         | 1935年 | 作品賞                     | 『男の敵』                         | 受賞       |         |
| ニューヨーク映画批評家協会賞         | 1935年 | 監督賞                     | 『男の敵』                         | 受賞       |         |
| ニューヨーク映画批評家協会賞         | 1939年 | 監督賞                     | 『駅馬車』                         | 受賞       |         |
| ニューヨーク映画批評家協会賞         | 1940年 | 作品賞                     | 『怒りの葡萄』                     | 受賞       |         |
| ニューヨーク映画批評家協会賞         | 1940年 | 監督賞                     | 『怒りの葡萄』 『果てなき航路』    | 受賞       |         |
| ニューヨーク映画批評家協会賞         | 1941年 | 監督賞                     | 『わが谷は緑なりき』               | 受賞       |         |
| ナショナル・ボード・オブ・レビュー賞 | 1935年 | 作品賞                     | 『男の敵』                         | 受賞       |         |
| ナショナル・ボード・オブ・レビュー賞 | 1940年 | 作品賞                     | 『怒りの葡萄』                     | 受賞       |         |
| ナショナル・ボード・オブ・レビュー賞 | 1952年 | 作品賞                     | 『静かなる男』                     | 受賞       |         |
| ナショナル・ボード・オブ・レビュー賞 | 1958年 | 監督賞                     | 『最後の歓呼』                     | 受賞       |         |
| ナストロ・ダルジェント賞             | 1948年 | 外国語映画賞               | 『荒野の決闘』                     | 受賞       |         |
| ロカルノ国際映画祭                   | 1948年 | 監督賞                     | 『アパッチ砦』                     | 受賞       |         |
| ロカルノ国際映画祭                   | 1950年 | 金豹賞                     | 『ウィリーが凱旋するとき』         | 受賞       |         |
| 全米監督協会賞                       | 1952年 | 長編映画監督賞             | 『静かなる男』                     | 受賞       | [ 198 ] |
| 全米監督協会賞                       | 1954年 | D・W・グリフィス賞         | -                                  | 受賞       |         |
| 全米監督協会賞                       | 1955年 | 長編映画監督賞             | 『長い灰色の線』                   | ノミネート | [ 199 ] |
| 全米監督協会賞                       | 1959年 | 長編映画監督賞             | 『騎兵隊』                         | ノミネート | [ 200 ] |
| ゴールデングローブ賞                 | 1952年 | 監督賞                     | 『静かなる男』                     | ノミネート | [ 201 ] |
| ゴールデングローブ賞                 | 1954年 | 特別賞                     | -                                  | 受賞       | [ 202 ] |
| 英国アカデミー賞                     | 1953年 | 総合作品賞                 | 『モガンボ』                       | ノミネート |         |
| 英国アカデミー賞                     | 1953年 | 総合作品賞                 | 『太陽は光り輝く』                 | ノミネート |         |
| ブルーリボン賞                       | 1953年 | 外国語作品賞               | 『怒りの葡萄』                     | 受賞       |         |
| AFI賞                                | 1973年 | 生涯功労賞                 | -                                  | 受賞       |         |